# Sandi (famiglia)
I Sandi furono una famiglia patrizia veneziana, annoverata fra le cosiddette Case fatte per soldo. 

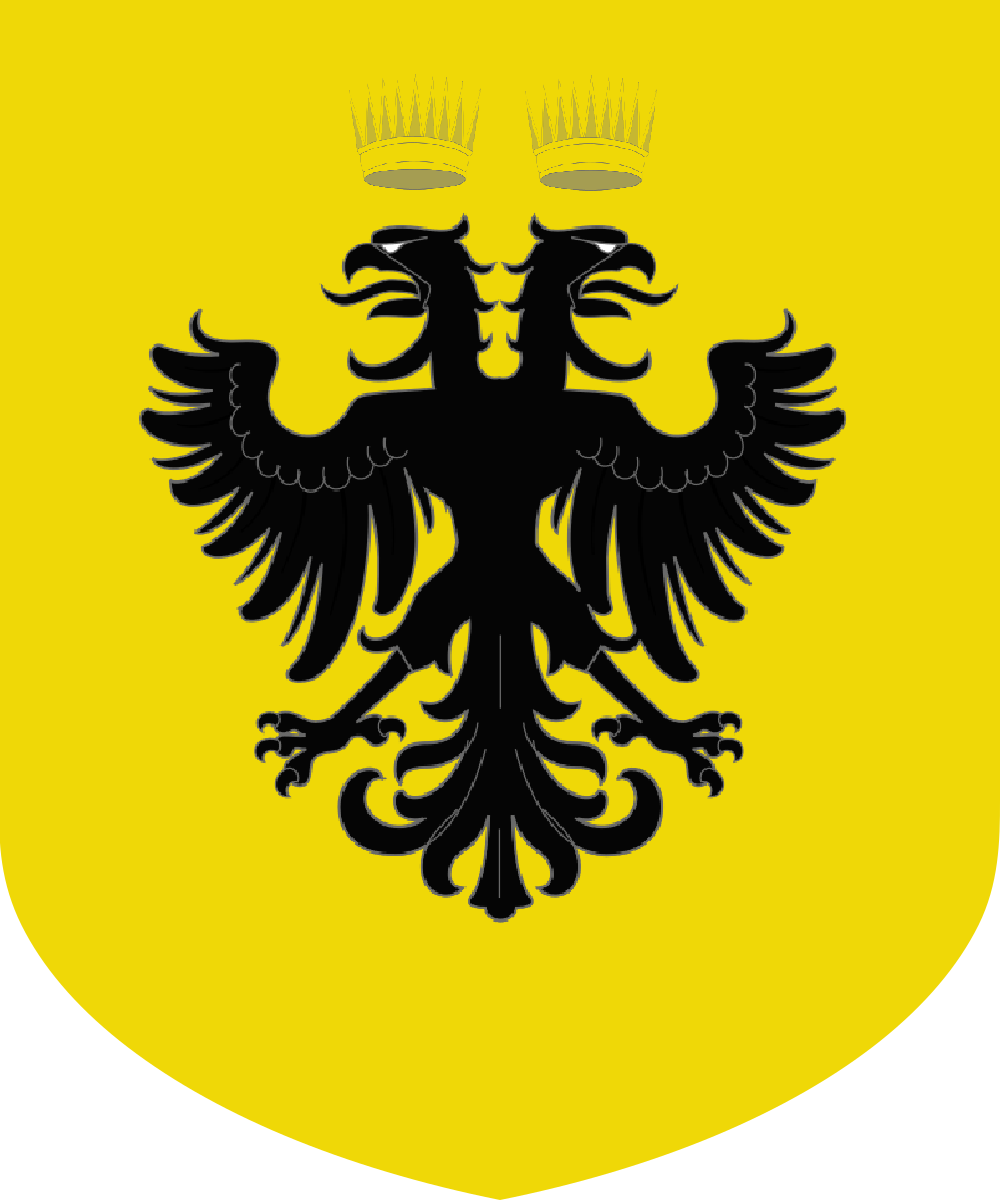
Stemma Sandi

## Storia
I Sandi pare fossero originari di Feltre.
Trasferitisi a Venezia, i Sandi vi esercitarono a lungo la professione di oratori del Foro. Nel 1685, questo casato fu ascritto al patriziato veneto e ammesso al Maggior Consiglio, come riconoscimento per il sostegno economico garantito alla Repubblica durante la guerra di Morea.
Tra il 1724 e il 1725 Tommaso Sandi commissionò l'affresco di un soffitto di un loro palazzo a Venezia, attualmente noto come "Palazzo Sandi" e sede della sezione locale dell'ANCE, a Giambattista Tiepolo. L'opera è nota come Trionfo dell'eloquenza.
Il fatto che, con l'avvento degli austriaci in Veneto, nessuna famiglia con tale nome sia riportata tra gli appartenenti al patriziato veneziano in attesa della conferma della propria nobiltà da parte dell'Imperial Regio Governo, fa presumere che i Sandi si siano estinti tra il 1780 e il 1830.

## Membri illustri
- Giovanni Battista Sandi († 1785), ecclesiastico, fu vescovo di Belluno dal 1756 al 1785.

## Proprietà
- Palazzo Sandi Porto Cipollato, a San Marco, Venezia;
- Villa Sandi, a Crocetta del Montello;
- Villa Sandi Zasso, a Sospirolo.